# Солак, Ник
Николас Блейк Солак (англ. Nicholas Blake Solak, 11 января 1995, Вудридж, Иллинойс) — американский бейсболист, игрок второй базы и аутфилдер клуба Главной лиги бейсбола «Техас Рейнджерс».

## Биография

### Ранние годы и студенческая карьера
Ник Солак родился 11 января 1995 года в Вудридже в штате Иллинойс. Старший из двух детей в семье. Учился в старшей школе Нейпервилл-Норт, провёл три сезона в составе её бейсбольной команды. В каждом из сезонов Солак входил в состав сборной звёзд конференции. За карьеру он выбил 18 триплов, установив рекорд школы. После её окончания он поступил в Луисвиллский университет.
В турнире NCAA Солак дебютировал в сезоне 2014 года. Он принял участие в 47 играх команды, 26 из них начал в стартовом составе. Его показатель отбивания в этих матчах составил 35,1 %. В 2015 году Ник стал игроком основного состава, сыграв в 65 матчах. Вместе с командой он выиграл региональный турнир плей-офф в Луисвилле. Летом 2015 года он сыграл 37 матчей за «Борн Брэйвз» в летней студенческой Лиге Кейп-Код и вошёл в число участников её Матча всех звёзд.
В сезоне 2016 года Солак сыграл за «Луисвилл Кардиналс» в 45 матчах, отбивая с эффективностью 37,6 % и второй год подряд став победителем регионального турнира плей-офф. По итогам сезона он был включён в символическую сборную NCAA по нескольким версиям. На драфте Главной лиги бейсбола Солак был выбран клубом «Нью-Йорк Янкис» во втором раунде под общим 62 номером.

### Профессиональная карьера
На профессиональном уровне Солак дебютировал в 2016 году в составе «Статен-Айленд Янкис», где отбивал с эффективностью 32,1 %. В сезоне 2017 года он провёл 130 игр за «Тампу Янкис» и «Трентон Тандер». Он отбивал с показателем 29,7 %, выбив 12 хоум-ранов и набрав 53 RBI, но хуже проявил себя в защите. Играя на второй базе, Ник допустил 17 ошибок, его показатель надёжности составил 96,8 %. В начале 2018 года в рамках трёхстороннего обмена с участием «Аризоны» он перешёл из «Янкис» в «Тампу-Бэй Рейс».
Сезон 2018 года Солак провёл в составе «Монтгомери Бисквитс», где также начал выходить на место аутфилдера. В регулярном чемпионате Южной лиги он установил личные рекорды, выбив 19 хоум-ранов и украв 21 базу. Он также стал лидером лиги со 135 выбитыми хитами и был признан самым ценным игроком команды. Чемпионат 2019 года он начал в составе клуба AAA-лиги «Дарем Буллз». Летом «Рейс» обменяли его в «Техас Рейнджерс» на питчера Пита Фэрбанкса. Выступления в системе нового клуба он начал в составе «Нэшвилл Саундс». Двадцатого августа Солак дебютировал в Главной лиге бейсбола, отличившись хоум-раном в своём первом матче. До конца чемпионата он принял участие в 33 матчах «Рейнджерс». По итогам сезона Ник был признан Новичком года в составе клуба. В регулярном чемпионате 2020 года он сыграл в 58 матчах, выходя на позициях аутфилдера и игрока второй базы. Его показатель отбивания составил 26,8 %. 